# 태일옥장보법
태일옥장보법(太一玉帳步法)은 묘청이 인종 10년(1132년) 궁궐 공사를 시작할 때 직접 해보인 도가류의 술법(術法)이다. 묘청은 궁궐의 터를 닦을 때 최홍재(崔弘宰) 등 관리들을 차례로 세우고, 장군 4인을 사방에 서게 한 후에 병졸 120명은 창을, 300명은 횃불을 들리고 20명으로 촛불을 들어 둘러서게 한 후에 길이 360보나 되는 흰 삼줄 네 가닥을 사방에 끌어당겨 그 자신이 법(法)을 짓고 스스로 "이것은 도선(道詵)·강정화(康靖和)에게서 받은 태일옥장보법이니 백수한에게 물려주겠노라"고 하였다. 이것은 도교류(道敎類)의 술법에 붙여서 연출한 압승술(壓勝術)의 일종으로 보인다.